# Cyril Genik
Cyril Genik (Kyrylo Genyk-Berezovsky ; 1857 - 12 février 1925) est un traducteur, agent d'immigration, propriétaire de journal et leader communautaire d'origine ukrainienne.

## Biographie
Cyril Ivanovich Genik est né en 1857 à Bereziv-Nyzhnii, en Galicie. Son père était Ivan Genik, le maire du village, et sa mère était Ann Pertsovych. Genik a commencé ses études à Kolomyia.  Il a déménagé dans ce qui est maintenant Ivano-Frankivsk pour terminer sa formation pédagogique. Il a obtenu son baccalauréat à Lviv et est devenu professeur en 1879 dans le comté de Nadvirna.  En 1882, Genik est retourné dans son village natal et a fondé une école. Dans les années 1880, Genik a mis sur pied une meunerie (un moulin à farine), ainsi qu’une coopérative de producteurs appelée Carpathian Store. En 1890, il fut élu au conseil municipal de Kolomyia.  

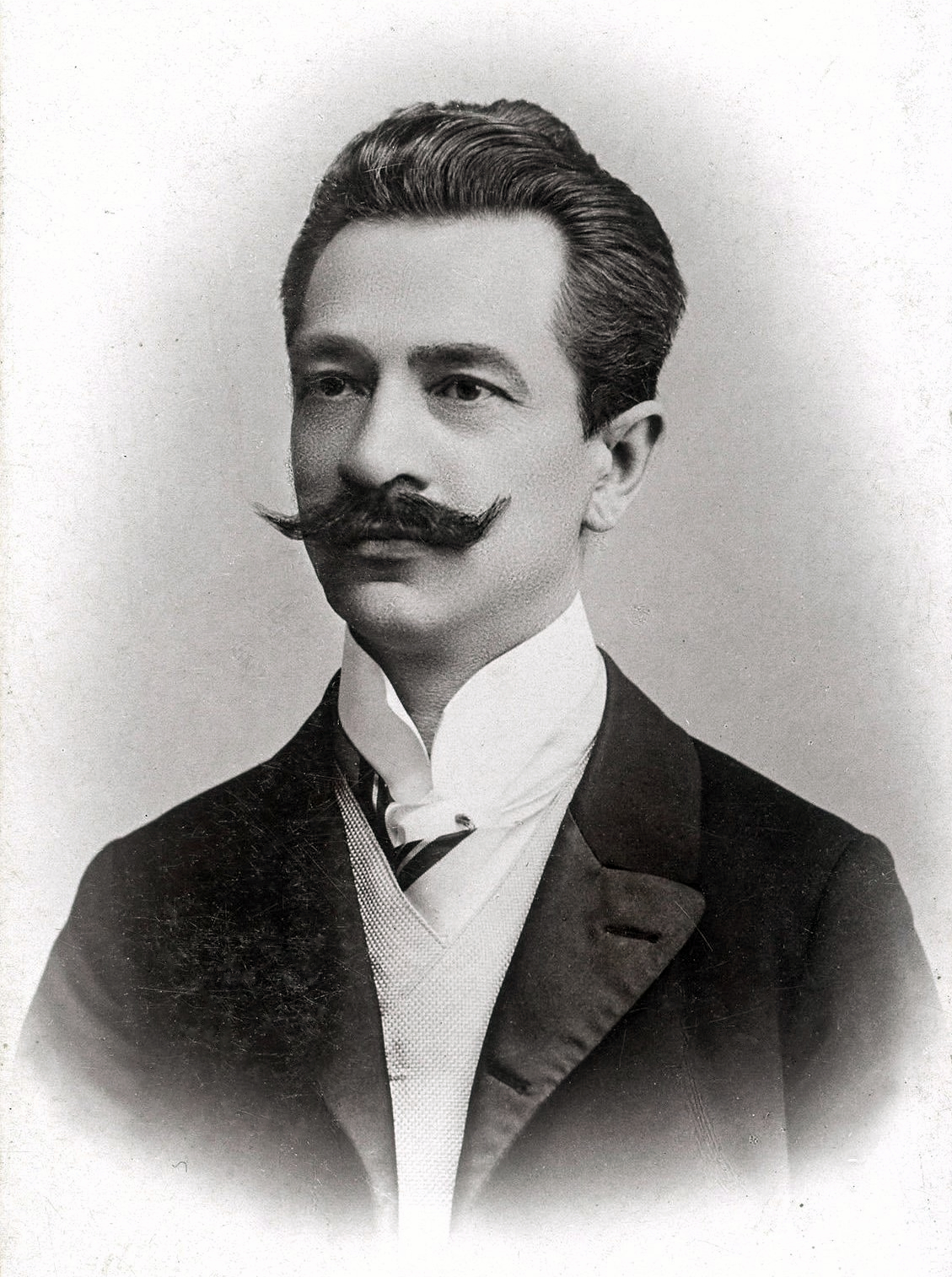
Jósef Olesków (1860 – 1903)

Genik a rencontré Joseph Oleskiw, un homme encourageant l’immigration des Ukrainiens au Canada. Oleskiw a demandé à Genik s’il pouvait accompagner et diriger son deuxième contingent d’Ukrainiens lors de leur voyage au Canada, et les aider à s’installer.  Genik, sa femme et ses quatre enfants ont joint un groupe de 64 Ukrainiens.  Ils sont arrivés à Québec le 22 juin 1896. Genik a d’abord conduit son contingent à Winnipeg, puis ils se sont installés dans la Municipalité de Stuartburn, au Manitoba.  Aujourd’hui, le village de Stuartburn est considéré comme la première communauté ukraino-canadienne dans l’Ouest canadien.  En août, Genik a déposé une demande de propriété (Loi des terres fédérales) à Stuartburn. Il a ensuite changé d’avis et a déménagé à Winnipeg. 

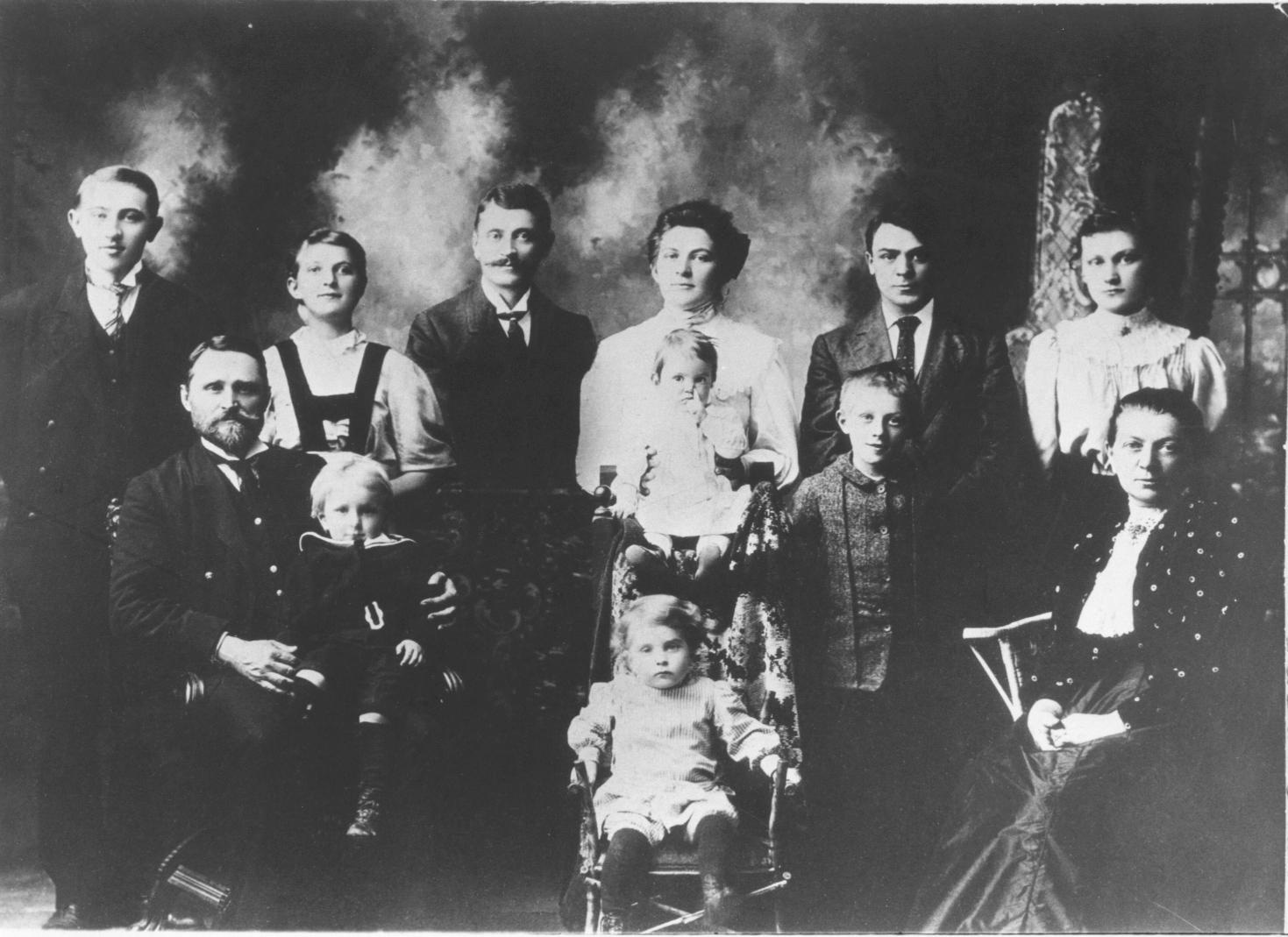
Cyril et Pauline Genik et les enfants, et la famille Jones, 1906

Joseph Oleskiw a recommandé Genik au ministère canadien de l’Intérieur comme agent d’immigration. Genik est devenu un employé « au besoin » du Département du gouvernement en matière d’interprétation et de traduction.  Le père Nestor Dmytriw a travaillé brièvement avec lui en 1897–1898 à l’Immigration Hall de Winnipeg.  Dans son travail d’agent d’immigration, Genik a rencontré de nouveaux immigrants canadiens d’origine ukrainienne au Québec.  Il a encouragé l’utilisation de l’anglais et l’abandon des coutumes traditionnelles.  Sa charge de travail a augmenté avec la croissance de l’immigration ukrainienne au Canada.  En 1898, Genik était devenu un employé à plein temps du gouvernement canadien, le premier fonctionnaire ukrainien de ce genre du gouvernement canadien.
En 1899, Genik a établi la salle de lecture Taras Chevtchenko dans sa maison.  Il a également fondé le premier journal de langue ukrainienne au Canada, Kanadyiskyi Farmer (Agriculteur canadien) en 1903. 
Genik lui-même n’était pas religieux, mais il croyait qu’une dénomination chrétienne devait exister indépendamment des normes grecques orthodoxes et russes orthodoxes. Il a aidé à fonder «l’Église grecque indépendante» en collaboration avec l’Église presbytérienne de Winnipeg en 1903–1904.
Le Parti libéral avait soutenu Genik et son travail. Lorsque le Parti libéral a perdu l’élection de 1911, Genik a perdu son emploi. Il a vécu un certain temps aux États-Unis, mais est revenu à Winnipeg plus tard. Il est décédé le 12 février 1925.
Au moment de sa mort, Genik était si célèbre dans la communauté ukraino-canadienne qu’il était connu comme le «Tsar du Canada». 